# STS-29
STS-29 was een missie die deel uitmaakt van het Spaceshuttleprogramma. Het was de derde vlucht sinds de ramp met spaceshuttle Challenger. De missie werd uitgevoerd door de Discovery.

## Bemanning
| Positie            | Gelanceerde astronaut              | Gelande astronaut                  |
| ------------------ | ---------------------------------- | ---------------------------------- |
| Bevelhebber        | Michael J. Coats 2e ruimtevlucht   | Michael J. Coats 2e ruimtevlucht   |
| Piloot             | John E. Blaha 1e ruimtevlucht      | John E. Blaha 1e ruimtevlucht      |
| Missiespecialist 1 | James P. Bagian 1e ruimtevlucht    | James P. Bagian 1e ruimtevlucht    |
| Missiespecialist 2 | James F. Buchli 3e ruimtevlucht    | James F. Buchli 3e ruimtevlucht    |
| Missiespecialist 3 | Robert C. Springer 1e ruimtevlucht | Robert C. Springer 1e ruimtevlucht |

## Missieparameters
- Massa
  - Shuttle bij lancering: 116.281 kg
  - Shuttle bij landing: 88.353 kg
  - Vracht: 17.280 kg
- Perigeum: 297 km
- Apogeum: 308 km
- Glooiingshoek: 28,5°
- Omlooptijd: 90,6 min

## Verloop
De lancering van Discovery vanaf het Kennedy Space Center vond plaats op 13 maart 1989. Nadat de lancering al twee keer eerder was uitgesteld. Het hoofddoel van STS-29 was een satelliet in een geosynchrone baan plaatsen. Verder werden er ook nog experimenten uitgevoerd door de bemanning. Discovery landde uiteindelijk op 18 maart weer op Aarde.